# Biancolella
Biancolella ist eine Weißweinsorte aus Italien. Sie wird vor allem in Kampanien und auf Ischia angebaut, wo die aus ihr hergestellten Weißweine zu den besten gehören. Sie wird in den DOC-Weinen Campi Flegrei, Capri, Costa d’Amalfi, Ischia und Penisola Sorrentina eingesetzt. Den weißen Weinen von Ischia verleiht sie meist im Verschnitt mit Forastera ihren speziellen Charakter. In den 1990er Jahren wurde in Italien eine bestockte Rebfläche von 609 Hektar erhoben. Auf Korsika (→ Weinbau auf Korsika) wurde der Anbau aufgegeben, obwohl in der Nähe von Bastia und San Martino di Lota durchaus ansprechende Weißweine produziert wurden.
In Italien ist noch eine Spielart der Biancolella bekannt. Die Sorte wird Biancolella selvatica genannt und unterscheidet sich durch ein tiefer gebuchtetes Blatt sowie durch geringere Mostgewichte.
Siehe auch die Artikel Weinbau in Italien sowie die Liste von Rebsorten.

## Ampelographische Sortenmerkmale
- Die Triebspitze ist offen.
- Die mittelgroßen Blätter sind drei- bis fünflappig und wenig tief aber breit gebuchtet. Die Stielbucht ist V-förmig offen. Das Blatt ist gezähnt. Die Zähne sind im Vergleich der Rebsorten sehr groß.
- Die walzen- bis konusförmige Traube ist geschultert, klein bis mittelgroß und dichtbeerig. Die länglichen Beeren sind mittelgroß und von weißlicher bis hellgelber Farbe.

Reife: Die Rebsorte reift etwa 30 Tage nach dem Gutedel und gilt somit als spätreifend.

## Synonyme
Bianca, Biancolella Selvatica, Biancolella Veraca, Biancolella Verace, Biancolillo, Bianculella, Bianculellu, Bianculillo, Ianculella, Ianculillo, Jancolella, Janculella, Janculillo, Petit Blance, Petite Blanche, Saint Nicolas, San Nicola, Santo Nicola.